# Los Arenales del Sol
Los Arenales del Sol (en valenciano Els Arenals del Sol) es un núcleo poblacional español asociado a la playa del mismo nombre. Pertenece a la ciudad de Elche, en la provincia de Alicante. Cuenta con una población censada de 1.937 habitantes (INE 2018). Sin embargo, al ser una zona de segundas residencias, su población se ve incrementada en gran número en verano. La actividad comercial y el servicio de transportes públicos se multiplica durante el periodo estival.

## Situación
Los Arenales del Sol se encuentran en la zona este del término municipal de Elche, en la costa, cerca de los núcleos urbanos de El Altet y Balsares y dentro de sus partidas rurales. Se encuentra en el litoral mediterráneo, y sus playas tienen una extensión de 4 km; y se encuentra a  15 km de Elche, a 5 km del Aeropuerto Internacional de El Altet y a 11 km de la capital de la provincia.

## Historia
Los Arenales del Sol era una playa prácticamente virgen hasta los años 1950-60, cuando se construyó el hotel y los primeros edificios. Actualmente, estos edificios siguen en pie y el hotel fue declarado en ruinas en los años 80. Finalmente ha sido totalmente derribado a primeros de 2022 y actualmente se han quitado todos los escombros. 
Fue Tomás Durá Bañuls el impulsor de este hotel, que a su vez sería el revulsivo para la construcción de los primeros edificios. Posteriormente Juan García García fue el que edificó en primera línea de playa y segunda línea de playa casi todos los edificios que todavía existen actualmente, siendo este el segundo gran precursor de esta playa.
En los finales de los años 90 y principios de los 2000 inicia un gran crecimiento en la construcción de apartamentos y viviendas unifamiliares ocupadas fundamentalmente durante la época de verano.
Cada año, gracias a la construcción, Los Arenales del Sol van creciendo y ya cuenta en verano con un gran aumento de población.

## Naturaleza
Arenales posee tres lugares naturales característicos: el Clot de Galvany, las Dunas del Carabassí y la Sierra del Cabo de Santa Pola.

### El Clot de Galvany
El Clot de Galvany es un humedal considerado Paraje Natural donde se puede disfrutar de un agradable paseo en la naturaleza rodeados de historia, en sus charcas destaca el avistamiento de aves o "birdwatching". En pleno proceso de expansión inmobiliaria sufrió varios intentos en el año 1978 de desecación con el fin de urbanizar la zona, en aquellos años, finales de los 70 se realizaron graves obras de drenaje y movimientos de tierra que alteraron su particular fisonomía y funcionalidad natural gravemente, estas obras fueron paralizadas por la presión ciudadana y de grupos ecologistas. 
En la actualidad, las planificaciones y desarrollos urbanísticos de los ayuntamientos de Santa Pola y Elche (términos municipales entre los que se encuentra), han dañado y modificado de manera importante su ecosistema, dejándolo cercado entre las urbanizaciones de Arenales del Sol (término municipal de Elche), Costa Hispania/Gran Alicante (término municipal de Santa Pola) y la carretera nacional 332.
A pesar de lo anterior, el Ayuntamiento de Elche, que es propietario de parte de estos terrenos, está llevando a cabo acciones de regeneración, conservación y educación ambiental, consiguiendo con este esfuerzo la declaración como Paraje Natural Municipal, por acuerdo del Consell de la Generalidad Valenciana el 21 de enero de 2005.
El Clot de Galvany posee varios ambientes: las charcas, los saladares y los montes, por lo que se pueden observar dos grandes agrupaciones vegetales: el espinar-tomillar en las lomas (palmito, espino negro, lentisco, tomillo) y la vegetación típica de marjales y saladares (sosa, carrizo, taray, plantas acuáticas).
Otra peculiaridad del parque son las construcciones defensivas del Clot de Galvany, se hallan seis casamatas o “bunkers” que supuestamente construyó el ejército republicano y que pueden calificarse como un curioso testimonio histórico de la contienda fratricida, aunque nunca llegaron a utilizarse (alguna de ellas ha sido destruida y eliminada tras la construcción de 2200 viviendas en Arenales del Sol). Otra teoría, sitúa la construcción de estos refugios durante la Segunda Guerra Mundial por el ejército nazi, con el beneplácito de Francisco Franco, en previsión de un posible desembarco aliado a través de las costas del sureste español. Los propios “bunkers”, por su estratégica ubicación, pueden definirse como un auténtico balcón sobre el que se pueden contemplar espléndidas vistas panorámicas del paraje natural. Se han rehabilitado estos seis “bunkers” o casamatas, en cuyo interior existían nidos de ametralladoras, puestos de mando, baterías de artillería antiaérea pesada. El "bunker central" es el más grande del conjunto y servía como centro de mando, en temporada de lluvias queda completamente rodeado de agua, por lo que un ataque al mismo resulta prácticamente imposible.

### Sierra del Cabo de Santa Pola
Esta formación acantilada está constituida por una serie de terrazas marinas emergidas durante la regresión Messiniense. La Sierra, asimismo, se encuentra surcada por gran número de barrancos que discurren hasta irrumpir en la zona litoral.
Arenales del Sol está en continua expansión, tanto frente a la costa (a 100 metros de orilla la misma por la Ley de Costas) como hacia el interior. Dicho desarrollo se está efectuando sobre las mayores dunas fósiles que se encuentran en la zona, haciéndolas desaparecer casi por completo.
Sin embargo, con la ayuda del Plan E aprobado por el Gobierno en 2009, se ha construido un sistema de pasarelas de madera para acceder a la playa. Esto contribuye en gran medida a proteger las dunas que hacen de esta playa una de las pocas en España con un sistema dunar tan importante.